# 部队防护状态
部队防护状态（簡稱FPCON）是美國一個監督海外恐怖威脅的衡量系統，由美国国防部制定，其等級由美國北方司令部設定。此系統共分為五級，當中以DELTA為最高，NORMAL為最低。不同級別均明確指出軍事設施需要採取的防護措施。與戒备状态不同，部队防护状态所保護的目標是軍事設施，而非戒备状态的平民。美国国防部在更改部队防护状态的級別時，必須考慮到恐怖襲擊對軍事設施可能造成的威脅、可動員的保安部隊數量、以及美國與世界各國之間的關係。
部队防护状态前稱「威脅状态」（THREATCON），但美国国防部於2001年6月將系統改為現名，因為舊名很容易讓人將此系統與美国国务院的威脅評估系統（System of threat assessment）混淆。

## 等級劃分
部队防护状态共分為五級，不同級別均明確指出軍事設施需要採取的防護措施。在系統中，所有美國本土上的軍事設施的最低限度武力防護措施都是由美國北方司令部司令決定。美國北方司令部需要為全部軍事設施設定防護措施是因為他們負責的地區是包括美國在內的整個北美洲，因此他們需要這樣做。而其他司令部，如美國南方司令部和美國歐洲司令部，則需要為負責區域內的美國海外軍事設施設定防護措施。
儘管部队防护状态等級都是由美國北方司令部設定，軍事設施指揮官仍然能自行決定是否提升等級，但就不能將等級下調至比美國北方司令部設定的等級低。部队防护状态要求軍事設施實施的防護措施可以是很基本的，如在軍事設施入口處檢查人們的身份證或需要通行證才能進入軍事設施。然而，這些防護措施在必要時可以是非常嚴格，如檢查所有進入軍事設施的車輛、人和袋。
五個部队防护状态等級敘述列於下表：
| 等級 | 部队防护状态  | 情況                                                     | 地點                                 | 保護措施                                                                           | 顏色 |
| ---- | ------------- | -------------------------------------------------------- | ------------------------------------ | ---------------------------------------------------------------------------------- | ---- |
| 1    | FPCON DELTA   | 恐怖襲擊已經或剛剛在該地區發生                           | 最易受襲擊或已被襲擊的軍事設施       | 禁止非軍事人員進入軍事設施                                                         | 紅色 |
| 2    | FPCON CHARLIE | 全球性的恐怖襲擊事件已經發生或當地的恐怖襲擊活動即將發生 | 最可能受襲擊的軍事設施               | 進入軍事設施時必須出示兩個軍隊身份證，限制通往軍事設施的交通                       | 黃色 |
| 3    | FPCON BRAVO   | 恐怖襲擊活動將會發生                                     | 可能受襲擊的軍事設施                 | 進入軍事設施時必須出示兩個軍隊身份證（由這級起保護措施將會影響當地執法部隊及平民） | 藍色 |
| 4    | FPCON ALPHA   | 小型恐怖襲擊活動可能會發生                               | 可能發生的恐怖襲擊活動附近的軍事設施 | 進入軍事設施時必須出示一個軍隊身份證                                               | 橙色 |
| 5    | FPCON NORMAL  | 沒有發生恐怖襲擊活動的可能                               | 所有軍事設施                         | 無                                                                                 | 綠色 |

於911恐怖襲擊中，紐約市附近的軍事設施均被提升至DELTA級。
DELTA級和CHARLIE對下等級的主要分別在於DELTA級只會在恐怖襲擊活動已經發生時才會被設定，而CHARLIE對下等級則在恐怖襲擊活動未發生時被設定。另外，DELTA級通常只會維持數天，而CHARLIE對下等級則至少會維持數星期。
所有部队防护状态等級都能加上「+」符號。加上該符號的意思是該軍事設施需要實施額外防護措施。另外，部队防护状态等級不一定要逐級增加，如ALPHA級可以立刻提升至DELTA級。

## 流行文化
於2003年政治劇《白宮群英》的《紅沙灣著火》一集中，總統巴特利特在一次自殺式炸彈襲擊發生後，命令美國在非洲的軍事基地將部队防护状态等級提升至CHARLIE級。
於2009年科幻電影《變形金剛：復仇之戰》中，美國軍方以為大量狂派金剛到達地球這一現象是一次恐怖襲擊，故將軍事設施的部队防护状态等級提升至DELTA級。
於2011年科幻電影《世界異戰》中，美國海軍陸戰隊在發現隕星是外星人戰機時，將部队防护状态等級提升至DELTA級。
於2016年韓國水木迷你連續劇《太陽的後裔》中，阿拉伯聯盟議長突發急病被緊急送往薑暮煙所在的醫療隊，醫療中心全區域發佈部隊防禦狀態提升至CHARLIE級。為了保證姜暮煙能夠順利進行手術，柳時鎮命令手下站成一排，與VIP（阿拉伯聯盟議長）的護衛們持槍對峙。因為涉及到政治問題，薑暮煙與柳時鎮的決定使大本營部隊防禦狀態提升至DELTA級。

## 外部連結
- US NORTHERN COMMAND Article
- CINCPAC FPCON levels at www.iiimef.usmc.mil (Link there will open up a Microsoft Word Document)[]
- Airman's Manual
- Fort Detrick website explaining